# Politica della Colombia
La Colombia divenne indipendente dalla Spagna nel 1819 come Federazione della Grande Colombia. L'Ecuador e il Venezuela hanno operato una secessione nel 1830. Ha assunto l'attuale struttura e denominazione nel 1886. Lo stato è una repubblica presidenziale con un basso grado di partecipazione dei cittadini e con parte del territorio controllata da potenti movimenti di guerriglia di estrema sinistra, di destra e narco-trafficanti. La divisione amministrativa consiste in 32 dipartimenti e 1 distretto della capitale.
Per informazioni più dettagliate sulla geografia si veda l'articolo apposito sulla Colombia.

## Governo

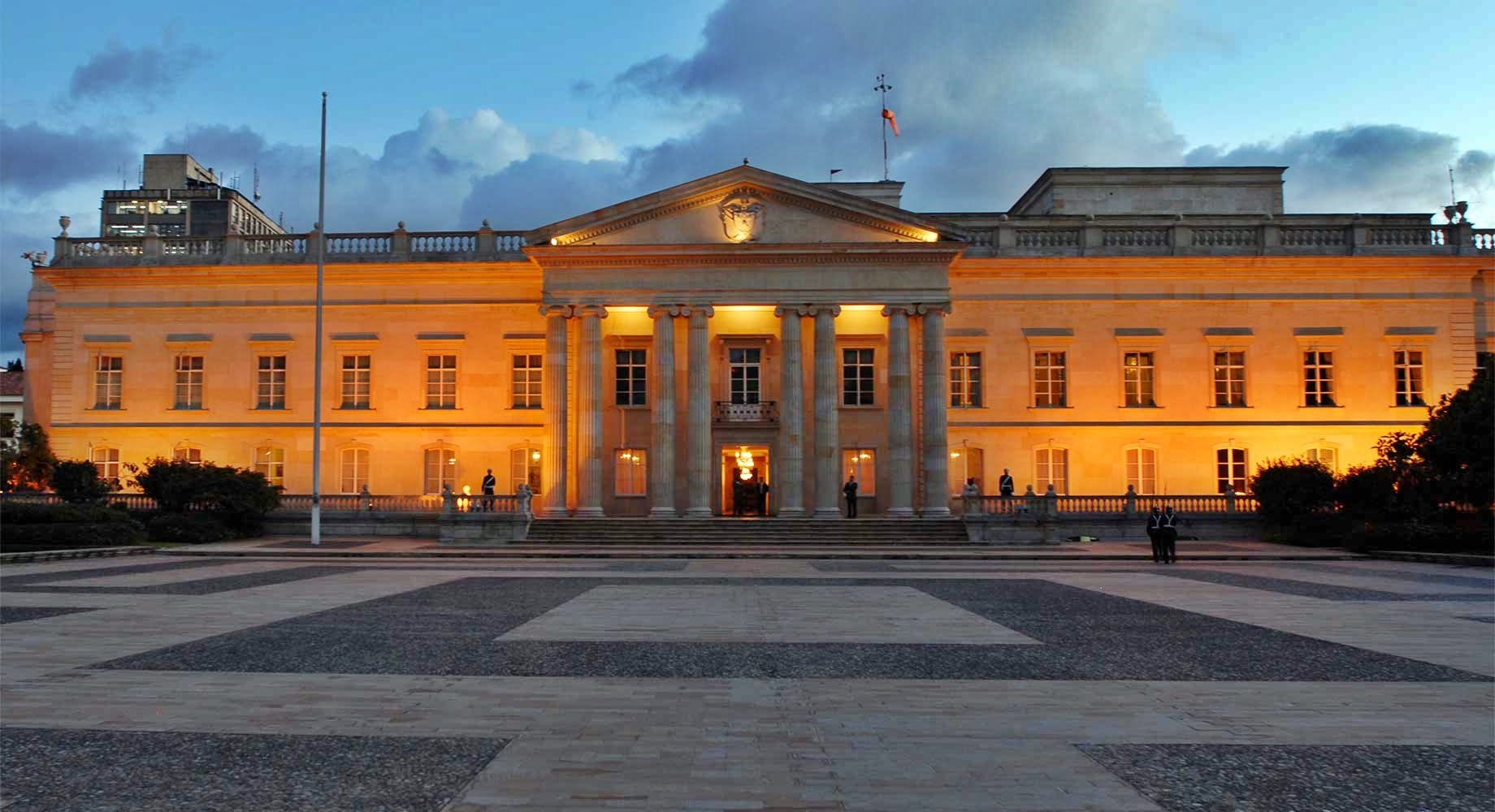
Casa de Nariño.

In Colombia viene eletto dal popolo sia il Presidente che il Parlamento. Entrambe le istituzioni durano in carica quattro anni. Il Presidente veniva eletto una sola volta e non poteva essere rieletto, ma una modifica della legge elettorale permetterà da quest'anno al presidente in carica di essere eletto per una volta, permettendo al presidente Uribe, che gode di vasta popolarità, di concorrere per una probabile riconferma.
Il sistema politico era tradizionalmente bipartitico con il predominio di due partiti, il Partido Conservador Colombiano (Partito Conservatore Colombiano, PCC, conservatore) e il Partido Liberal Colombiano (Partito Liberale Colombiano, PL, liberale/social-democratico, membro dell'Internazionale Socialista). Tra la fine del XX e l'inizio del XXI secolo però, complice anche l'elezione dello stesso presidente Uribe come indipendente nel 2002, i partiti tradizionali hanno via via perso importanza, pur mantenendo ancora un molto importante quota di elettori. Attualmente il parlamento è molto frammentato in numerose formazioni politiche.
Caratteristica delle elezioni in Colombia sono anche il basso tasso di partecipazione al voto e la diffusa violenza, causata soprattutto dalle formazioni guerrigliere.
Esecutivo:
- Presidente: Iván Duque Márquez (2018)
- Vicepresidente: Marta Lucía Ramírez (2018)

## Parlamento

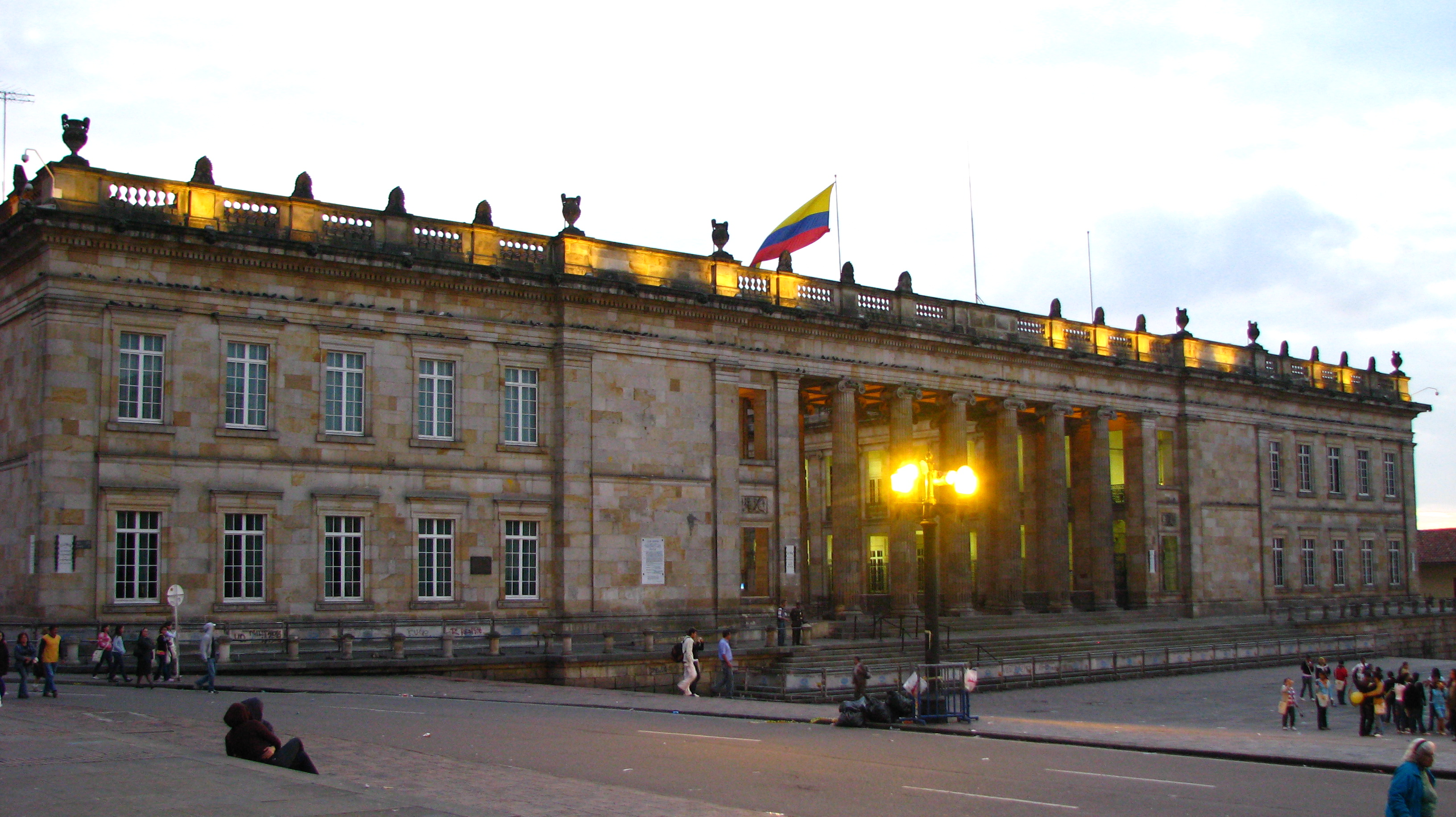
Congresso della Repubblica.

Il Congreso (Congresso) ha due camere. La Cámara de Representantes (Camera dei rappresentanti) ha 161 membri, eletti per quattro anni con sistema proporzionale. Il Senado de la República (Senato della Repubblica) ha 102 membri, eletti per quattro anni con sistema proporzionale.